# MFSB
MFSB (Mother Father Sister Brother) was een groep van meer dan dertig studiomuzikanten die in de Sigma Sound Studios in Philadelphia (Pennsylvania) werkten in de jaren 1970. Ze waren verbonden aan het soullabel Philadelphia International Records.

## Geschiedenis
Zeven leden van het latere MFSB waren reeds te horen op The Horse van Cliff Nobles and Co. in 1968. Het waren Jesse James, Bobby Martin, Norman Harris, Ronnie Baker, Earl Young, Roland Chambers en Karl Chambers. In de daaropvolgende jaren gebruikte ditzelfde septet namen als The James Boys en The Music Makers and Family.
In 1973 gingen ze onder de naam MFSB voor Philadelphia International Records werken met het producersduo Kenny Gamble en Leon A. Huff (Gamble and Huff). Ze begeleidden opnames van groepen als Harold Melvin & the Blue Notes, The O'Jays, The Spinners, Wilson Pickett en Billy Paul. Met hun zwoele klank (de Philadelphia sound) en opzwepende ritmes speelden deze muzikanten een grote rol in de overgang van soul naar disco in de jaren 1970.
In 1974 begeleidden ze The Three Degrees toen die TSOP (The sound of Philadelphia) zongen, het kenwijsje van Soul Train, een muziekprogramma op de Amerikaanse televisie. Dit werd een nummer 1-hit in de Verenigde Staten en bereikte de twintigste plaats in de Nederlandse Top 40.
Hierna scoorden ze nog enkele kleinere hits, maar het succes van TSOP konden ze niet meer evenaren. In 1980 verscheen hun laatste album.

## Discografie

### Albums
| Album met eventuele hitnotering(en) in de Nederlandse Album Top 100 | Datum van verschijnen | Datum van binnenkomst | Hoogste positie | Aantal weken | Opmerkingen                                         |
| ------------------------------------------------------------------- | --------------------- | --------------------- | --------------- | ------------ | --------------------------------------------------- |
| MFSB                                                                | 1973                  | -                     |                 |              |                                                     |
| Love is the message                                                 | 1973                  | -                     |                 |              |                                                     |
| The best of The Trammps                                             | 1975                  | 15-02-1975            | 16              | 9            | met The Trammps & The Three Degrees / Verzamelalbum |
| Universal love                                                      | 1975                  | -                     |                 |              |                                                     |
| Philadelphia freedom                                                | 1975                  | -                     |                 |              |                                                     |
| Summertime                                                          | 1976                  | -                     |                 |              |                                                     |
| End of phase I - A collection of their greatest hits                | 1977                  | -                     |                 |              | Verzamelalbum                                       |
| The Gamble-Huff orchestra                                           | 1978                  | -                     |                 |              |                                                     |
| Mysteries of the world                                              | 1980                  | -                     |                 |              |                                                     |

### Singles
| Single met eventuele hitnotering(en) in de Nederlandse Top 40 | Datum van verschijnen | Datum van binnenkomst | Hoogste positie | Aantal weken | Opmerkingen                                         |
| ------------------------------------------------------------- | --------------------- | --------------------- | --------------- | ------------ | --------------------------------------------------- |
| Family affair                                                 | 1973                  | 15-09-1973            | tip15           | -            |                                                     |
| TSOP (The sound of Philadelphia)                              | 1974                  | 16-03-1974            | 20              | 8            | met The Three Degrees / Nr. 18 in de Single Top 100 |
| Love is the message                                           | 1974                  | 27-07-1974            | tip3            | -            | met The Three Degrees                               |
| The zip                                                       | 1976                  | 07-02-1976            | 26              | 5            | Nr. 24 in de Single Top 100                         |
| Let's go disco                                                | 1976                  | 13-03-1976            | tip8            | -            |                                                     |

### NPO Radio 2 Top 2000
| Nummer met noteringen in de NPO Radio 2 Top 2000 | '00  | '01  |
| ------------------------------------------------ | ---- | ---- |
| TSOP (met The Three Degrees)                     | 1909 | 1855 |

1. ↑  Een vetgedrukt getal geeft de hoogste notering aan.
2. ↑  2000 was het eerste jaar met een notering voor dit nummer.
3. ↑  Deze tabel is bijgewerkt tot en met de meest recente editie (2024).